# Kabinett Shinzō Abe III (3. Umbildung)
Das zum dritten Mal umgebildete dritte Kabinett Abe (japanisch 第3次安倍第3次改造内閣 daisanji Abe daisanji kaizō naikaku) regierte Japan unter Führung von Shinzō Abe von einer Kabinettsumbildung am 3. August 2017, die Abe einige Wochen nach der Präfekturparlamentswahl in Tokio durchführte, bis zum 1. November 2017. Bei der Wahl hatte die Liberaldemokratische Partei mit ihrem historisch schlechtesten Wahlergebnis ihre Mehrheit im Tokioter Präfekturparlament verloren, zudem sanken die Zustimmungswerte der Bevölkerung für das vorherige Kabinett aufgrund dessen offensichtlich nepotistischen Vorgehens erheblich. U. a. wird Abe vorgeworfen, er und seine Frau Akie seien in einen Skandal um einen ultranationalistisch ausgerichteten Schul- und Kindergartenbetreiber verwickelt. Dieser habe, auf Wunsch Abes hin, zum Bau einer ultranationalistischen Grundschule erhebliche Rabatte auf einen Grundstückpreis in Osaka erhalten. Zudem habe Abe das Bildungsministerium unter Druck gesetzt, um die Baugenehmigung für eine veterinäre Bildungseinrichtung zu erteilen, die von einem engen Freund Abes beantragt worden war.
Fünf Minister aus dem vorherigen Kabinett behielten ihre Ressorts, darunter Vizepremier Asō, Chefkabinettssekretär Suga und Wirtschaftsminister Sekō. Sechs der neuen Kabinettsmitglieder waren vorher noch nie Minister gewesen. Diese relativ geringe Zahl an neuen Ministern zeigt, dass Abe bei der Umbildung auf erfahrene Politiker setzte, um durch unüberlegtes Handeln der Minister hervorgerufene Eklate – angesichts der Vorfälle im vorherigen Kabinett – möglichst zu verhindern. Alle Minister waren Abgeordnete in der Nationalversammlung: Einschließlich des Premierministers kamen 16 aus dem Abgeordnetenhaus und vier aus dem Senat. Dem Kabinett gehörten zwei Frauen an.
Am 28. September 2017 löste Abe das Abgeordnetenhaus auf. Nach der Abgeordnetenhauswahl am 22. Oktober 2017 trat das Kabinett vor der Wahl eines neuen Premierministers am 1. November 2017 zurück und wurde noch am gleichen Tag durch das personell identische vierte Kabinett Abe abgelöst.
Dieses Kabinett war das erste der Nachkriegsgeschichte, das an keiner Parlamentsdebatte teilnahm, da die reguläre Sitzungsperiode des Kokkai bereits im Juni 2017 endete und die nächste regulär erst im Januar des folgenden Jahres begann. Für den 28. September 2017 hatte die Opposition zwar angesichts der Skandale um Abe eine außerordentliche Sitzung beantragt, dieser löste das Parlament jedoch an diesem Tag auf.

## Minister
| Ministerressort | Weitere Aufgaben | Minister          | Bild              | Parlamentsmandat (Kammer, Wahlkreis, Fraktion) | Faktion  |
| --- | --- | ----------------- | ----------------- | ---------------------------------------------- | -------- |
| Premier | – | Shinzō Abe        | Shinzō Abe        | Abg., Yamaguchi 4, LDP                         | (Hosoda) |
| Finanzen Besondere Aufgaben (Finanzsektor) | „Überwindung der Deflation“ (defure dakkyaku) 1. Vertreter des Premierministers (Vizepremier) | Tarō Asō          | Tarō Asō          | Abg., Fukuoka 8, LDP                           | Asō      |
| Allgemeine Angelegenheiten | „Aktivierung von Frauen“ (josei katsuyaku) [siehe Abenomics bzw. „Womenomics“] 4. Vertreterin des Premierministers | Seiko Noda        | Seiko Noda        | Abg., Gifu 1, LDP                              | –        |
| Justiz | – | Yōko Kamikawa     | Yōko Kamikawa     | Abg., Shizuoka 1, LDP                          | Kishida  |
| Auswärtige Angelegenheiten | – | Tarō Kōno         | Tarō Kōno         | Abg., Kanagawa 15, LDP                         | Asō      |
| Kultus und Wissenschaft | „Bildungserneuerung“ (kyōiku saisei) 5. Vertreter des Premierministers | Yoshimasa Hayashi | Yoshimasa Hayashi | Sen. (Klasse von 2013), Yamaguchi, LDP         | Kishida  |
| Soziales und Arbeit | „Reform der Arbeitsweise“ (hatarakikata kaikaku) [Regierungsinitiative zur Beschränkung extrem langer Arbeitszeiten] das Entführungsproblem (rachi mondai) [siehe Entführungen japanischer Staatsbürger durch die DVRK]     | Katsunobu Katō    |                   | Abg., Okayama 5, LDP                           | Nukaga   |
| Land-, Forst- und Fischereiwirtschaft | – | Ken Saitō         | Ken Saitō         | Abg., Chiba 7, LDP                             | Ishiba   |
| Wirtschaft und Industrie Besondere Aufgaben (Organisation für Atomkraftentschädigungen & Reaktorstillegung)                                                       | „Wettbewerbsfähigkeit der Industrie“ (sangyō kyōsōryoku) „Wirtschaftliche Zusammenarbeit mit Russland“ (Roshia keizai bun’ya kyōryoku) „wirtschaftliche Schäden durch Atomkraft“ (genshiryoku keizai higai)                 | Hiroshige Sekō    | Hiroshige Sekō    | Sen. (Klasse von 2013), Wakayama, LDP          | Hosoda   |
| Land und Verkehr | „Maßnahmen zum Wasserkreislauf“ (mizujunkan seisaku) | Keiichi Ishii     | Keiichi Ishii     | Abg., Verhältnisw. Nord-Kantō, Kōmeitō         | –        |
| Umwelt Besondere Aufgaben (Atomkraftkatastrophenschutz) | – | Masaharu Nakagawa | Masaharu Nakagawa | Sen. (Klasse von 2016), Tokio, LDP             | Hosoda   |
| Verteidigung | – | Itsunori Onodera  | Itsunori Onodera  | Abg., Miyagi 6                                 | Kishida  |
| Kabinettssekretariat | „Verringerung der Last der Stützpunkte in Okinawa“ (Okinawa kichi futan keigen) 2. Vertreter des Premierministers | Yoshihide Suga    | Yoshihide Suga    | Abg., Kanagawa 2, LDP                          | –        |
| Wiederaufbau | „umfassende Erholung vom Atomkraftunfall von Fukushima“ (Fukushima gempatsu jiko saisei sōkatsu) | Masayoshi Yoshino | Masayoshi Yoshino | Abg., Fukushima 5, LDP                         | Hosoda   |
| Nationale Kommission für Öffentliche Sicherheit Besondere Aufgaben (Katastrophenschutz)                                                                           | „Stärkung der Zähigkeit des Landes“ (kokudo kyōjinka) [Regierungsprogramm zur Katastrophenschutzinfrastruktur] | Hachirō Okonogi   | Hachirō Okonogi   | Abg., Kanagawa 3, LDP                          | –        |
| Besondere Aufgaben (Okinawa & Nordgebiete; Verbraucher & Lebensmittelsicherheit; Maritime Angelegenheiten)                                                        | „Territorialkonflikte“ (ryōdo mondai) | Tetsuma Esaki     | Tetsuma Esaki     | Abg., Aichi, LDP                               | Nikai    |
| Besondere Aufgaben (Geburtenrückgang; Geschlechtergleichstellung; Cool-Japan-Strategie; Förderung des geistigen Eigentums; Wissenschaft & Technologie; Raumfahrt) | IT-Politik (jōhō tsūshin gijutsu （ai-tī） seisaku) „Aktivierung aller 100 Millionen“ (ichi-oku-sō-katsuyaku) [Regierungsprogramm zur ökonomischen und gesellschaftlichen Stabilität im demographischen Wandel]             | Masaji Matsuyama  | Masaji Matsuyama  | Sen. (Klasse von 2013), Fukuoka, LDP           | Kishida  |
| Besondere Aufgaben (Wirtschafts- & Fiskalpolitik) | „Wirtschaftserneuerung“ (keizai saisei) „Entwicklung des Personalwesens“ (hitozukuri kakumei) „integrierte Reform von Sozialsicherungssystem & Steuern“ (shakai hoshō・zei ittai kaikaku) 3. Vertreter des Premierministers | Toshimitsu Motegi | Toshimitsu Motegi | Abg., Tochigi 5, LDP                           | Nukaga   |
| Besondere Aufgaben (Regionalbelebung; Deregulierung) | „von Stadt, Mensch, Arbeit“ (machi, hito, shigoto sōsei) „Verwaltungsreform“ gyōsei kaikaku „nationaler öffentlicher Dienst“ (kokka kōmuin seido)                                                                           | Hiroshi Kajiyama  | Hiroshi Kajiyama  | Abg., Ibaraki 4, LDP                           | –        |
| Staatsminister (ohne Geschäftsbereich) | Olympische & Paralympische Spiele Tokio (Tōkyō orimpikku kyōgi taikai・Tōkyō pararimpikku kyōgi taikai) | Shun'ichi Suzuki  | Shun'ichi Suzuki  | Abg., Iwate, LDP                               | Asō      |